# Finsko na Zimních olympijských hrách 2018
Finsko na Zimních olympijských hrách 2014 reprezentovalo 105 sportovců v 11 sportech.

## Medailisté
| Medaile | Jméno                | Sport         | Disciplína       | Datum     |
| ------- | -------------------- | ------------- | ---------------- | --------- |
| Zlato   | Iivo Niskanen        | Běh na lyžích | 50 km mužů       | 24. února |
| Stříbro | Krista Pärmäkoskiová | Běh na lyžích | 30 km žen        | 25. února |
| Bronz   | Krista Pärmäkoskiová | Běh na lyžích | Skiatlon žen     | 10. února |
| Bronz   | Enni Rukajärviová    | Smowboarding  | Slopestyle žen   | 12. února |
| Bronz   | Krista Pärmäkoskiová | Běh na lyžích | 10 km volně žen  | 15. února |
| Bronz   | Družstvo žen         | Lední hokej   | Ženy lední hokej | 21. ledna |